# Corveyi apátság
Corvey hajdani benedekrendi apátság Höxterben, Németország Észak-Rajna-Vesztfália államában. Corvey volt az egyik legjelentősebb Karoling-kori kolostor, itt volt az ország egyik leggazdagabb könyvtára és számos püspök került ki az apátságból. Corvey döntő szerepet játszott Skandinávia első térítéseiben. Itt nevelkedett Brémai Ansgar, „Észak apostola”.
2014-ben az UNESCO világörökség részévé nyilvánították.

## Története
I. (Jámbor) Lajos 815-ben kolostort alapított apja, Nagy Károly rendelkezése alapján Hethisben, nem messze Corveytől. Ideköltözvén a Somme-menti Corbie bencésrendi szerzetesei, a Corbeia nova vagyis Új Corvie nevet adták neki. 822-ben a szerzetesek áthelyezték székhelyüket a mai Corvey helyére, ahol aztán a 9.-10. században kialakult Észak-Európa keresztény kultúrájának egyik legjelentősebb központja. 823-ban a Corbie-i anyakolostor ideküldte tanítani és prédikálni Ansgart, a későbbi hamburg-brémai püspököt. 833-ban Corvey pénzverési jogot kapott. 942 és 973 között itt tevékenykedett Corveyi Widukind krónikás is, a Res gestae Saxonicae szerzője. 
A háromhajós bazilika építését 830-ban kezdték el és 844-ben szentelték fel. 873-885 között bővült a nyugati homlokzattal az aacheni palotakápolna mintájára, amely a korszak legnagyobb északnémet építménye volt. Az itt található 9. századi freskók az Odüsszeia ókori motívumait jelenítik meg. II. (Német) Lajos (Jámbor Lajos harmadik fia) 870. szeptember 25-én írta alá aacheni palotájában azt az okmányt, amellyel kiterjedt litzigi birtokát a corveyi kolostornak adományozta. Az I. Ottó német-római császár által 940-ben kiadott diploma újfajta gazdasági alapokat adott az apátságnak: a kolostor földjein épített erődökben menedéket kereső parasztokat kötelezték, hogy részt vegyenek az erőd karbantartási munkáiban, ugyanakkor azok a grófok, akiknek a földjeiről elmenekültek, nem kötelezhették munkára a szökevényeket. Az invesztitúraharcok során a corveyi apát a szász nemesek mellé állt IV. Henrik német-római császár ellenében. 
A mai is látható nyugati homlokzat Wibald von Stablo apát idejében (1146–1158) épült. 
A harmincéves háború során a kolostort feldúlták, a gyújtogatásban elpusztult a híres könyvtár is. Ezt követően barokk stílusban építették újjá. 
A corveyi iskola a 15. századot követően hanyatlásnak indult. Maga az apátság 1803-ig fennmaradt, de elvesztette feudális birtokainak többségét. 1803-ban a napóleoni igazgatás alatt először Vilmos oránia-nassaui herceg kapta meg, utána a Jérôme Bonaparte vezette Vesztfáliai Királysághoz (1807), illetve Poroszországhoz (1815) tartozott. A hessen-rotenburgi tartománygróf az apátság épületeit kastéllyá építtette át, amelyek azután Ratibor hercegére szálltak.

## Fordítás
- Ez a szócikk részben vagy egészben  a   Corvey című német Wikipédia-szócikk ezen változatának fordításán alapul.  Az eredeti cikk szerkesztőit annak laptörténete sorolja fel. Ez a jelzés csupán a megfogalmazás eredetét és a szerzői jogokat jelzi, nem szolgál a cikkben szereplő információk forrásmegjelöléseként.
- Ez a szócikk részben vagy egészben  a   Corvey Abbey című angol Wikipédia-szócikk ezen változatának fordításán alapul.  Az eredeti cikk szerkesztőit annak laptörténete sorolja fel. Ez a jelzés csupán a megfogalmazás eredetét és a szerzői jogokat jelzi, nem szolgál a cikkben szereplő információk forrásmegjelöléseként.